# Płaszczak (matematyka)
Płaszczak – popularnonaukowa nazwa oznaczająca istoty istniejące w przestrzeni dwuwymiarowej (np. na płaszczyźnie lub powierzchni kuli).
Po raz pierwszy tematykę życia na płaszczyźnie poruszył angielski teolog i znawca literatury Edwin Abbott Abbott w 1884, w swojej książce pt. Flatlandia, opowiadającej o krainie figur geometrycznych znajdującej się w drugim, płaskim wymiarze. Powieść bardzo szybko zdobyła fanów i również szybko pojawił się temat „ludzi” zamieszkujących świat płaszczyzny – płaszczaków.
Tematyką płaszczaków zajmował się Amerykanin Alexander Dewdney, który opisał świat dwuwymiarowy w książce „The Planiverse Computer Contact with a Two-Dimensional World”.
Płaszczaki mogą poruszać się tylko w dwóch wymiarach: długości oraz szerokości, nie mogą zobaczyć wysokości, będącej trzecim wymiarem. Przykładowo płaszczak nie może skonstruować sześcianu, ponieważ ta bryła oprócz długości i szerokości posiada jeszcze wysokość, która jest dla płaszczaka niewyobrażalna. Analogicznie ludzie – jako istoty trójwymiarowe – nie mogą sobie wyobrazić czwartego wymiaru.

## Zastosowanie
Hipotetyczna kraina dwuwymiarowa jest wykorzystywana przez matematyków do wyjaśnienia 4-wymiarowej przestrzeni. Stosuje się w tym celu analogie. Tak samo jak dwuwymiarowym istotom ciężko by było wyobrazić sobie trzeci wymiar, tak samo nam ciężko jest wyobrazić sobie czwarty wymiar. Natomiast przez analogię możemy sobie wyobrazić interakcje naszego trójwymiarowego świata ze światem dwuwymiarowym, np. możliwość wyjęcia czegoś z zamkniętego pudełka (kwadratu w przypadku dwóch wymiarów) przechodząc w trzeci wymiar, tak samo można sobie wyobrazić, że hipotetyczna istota 4-wymiarowa byłaby zdolna wyjąć coś z zamkniętego sześcianu przechodząc w czwarty wymiar. Innym przykładem analogii jest obserwacja sfery oddalonej od powierzchni 2D: gdy będziemy ją przybliżać, to pojawi się jej przecięcie w formie okręgu, a gdy będziemy przesuwali sferę to w końcu zniknie gdy będzie całkowicie poza płaszczyzną 2D po drugiej stronie. Tak samo, dzięki analogii, będzie się zachowywać sfera 4-wymiarowa, gdy będzie przesuwana w czwartym wymiarze. Będziemy uzyskiwali coraz większe przecięcie (zwykłą 3-wymiarową sferę), a potem coraz mniejsze, aż zniknie całkowicie w czwartym wymiarze.